# Muntanyes Abar
Abar o Abor (Abar Hills o Abor Hills) són unes muntanyes del nord-est de l'Índia, a Arunachal Pradesh, a la frontera amb Xina, on viu el poble dels abars (o abors) o adis, d'origen tibetà. Abar, paraula assamesa, vol dir "barbar" i era donat a diverses tribus de la frontera i el nom adi és més acurat. Es dividien en els bar o bor (grans abars) i els abars pasi-meyong. El territori està regat pel riu Siang (Tsang-Po al Tibet) que s'uneix al Lohit (que hi desaigua per l'oest) i prop de la desembocadura al Dibang (a l'est) per desaiguar junts al Brahmaputra, al sud-est del districte, just al límit administratiu.
Els caps tribals van signar un tractat amb els britànics el 1862 i el país fou incorporat al districte de Lakhimpur. El 1893 els britànics van haver de fer una expedició al país en resposta a un atac, i un altre el 1894; alguns incidents es van reproduir fins al 1900. El 1914 es va crear el Districte de la Frontera del Nord-est amb tres seccions: Occidental, Central o Oriental, i el país des abars va passar a formar part de la secció oriental, que el 1919 va ser unida a la Central per formar el Districte de la Frontera de Sadiya. El 1943 part d'aquest districte i part del Districte de la Frontera de Lakhimpur van formar el Districte de la Frontera de Tirap i la resta del districte de la Frontera de Sadiya es va dividir en dos seccions: el Districte de les Muntanyes d'Abor (Abor Hills District) amb capital a Pasighat, i el Mishmi Hills District, amb capital a Sadiya (després a Tezu el 1952).
El districte de les Muntanyes d'Abor va agafar el 1954 el nom de Districte de la Frontera de Siang i el 1965 simplement Districte de Siang. El districte fou dividit l'1 de juny de 1980 i es van formar els de Siang Oriental (East Siang), Siang Occidental (West Siang) i Siang Superior (Upper Siang).